# Мурата, Рёта
Рёта Мурата (яп. 村田 諒太 Мурата Рё:та, род. 12 января 1986, Нара) — японский боксёр-профессионал, выступавший в средней (до 72,6 кг) весовой категории. Олимпийский чемпион (2012) в среднем весе (до 75 кг) в любителях.
Среди профессионалов бывший суперчемпион мира по версии WBA (2021—2022) и двукратный регулярный чемпион мира по версии WBA (2017—2018, 2019—2021) в среднем весе.

## Любительская карьера
Мурата начал заниматься боксом в первом классе младшей средней школы. Два года спустя он уже занимался в боксерском зале Синко в Осаке. После поступления в старшую школу Минами-Киото его тренером стал Маэкава Такэмото, с которым он завоевал пять национальных титулов. Однако, после поступления в университет Тоё, он потерпел серию поражений в университетской лиге. После этого, по рекомендации Такэмото, он начал тренироваться в школе Сил самообороны. В это время, во время посещения Таиланда, где у него проходил бой, Мурата увидел усердно тренирующихся детей и вновь обрел былой интерес к боксу.
После победы на любительском чемпионате Японии на первом курсе университета в 2004 году, он завоевал бронзовую медаль на чемпионате Азии 2005 года в Хошимине, и серебро в Кубке Короля в Бангкоке в том же году. С тех пор, хоть и оставаясь непобедимым в родной стране, где он выиграл национальные чемпионаты в 2007, 2009, 2010 и 2011 года, он проиграл в предварительных раундах Николаю Гришунину на чемпионате мира 2005 года в Мяньяне, Китай, и Бахтияру Артаеву на Азиатских играх 2006 года, в Дохе. На чемпионате мира 2007 года в Чикаго, он победил Донатаса Бондороваса в первом раунде, но проиграл Шону Эстраде во втором.
В 2008 году, на первом квалификационном олимпийском турнире в Бангкоке, Мурата победил Нармандаха Шинэбаяра в четвертьфинале и проиграл Эльшоду Расулову в полуфинале, заняв третье место. На втором квалификационном турнире в Астане, он проиграл в четвертьфинале Хомаёну Амири и закончил турнир седьмым. После этого Мурата закончил свою боксерскую карьеру. Закончив обучение, он остался работать в университете, а также стал тренером в боксерском клубе.
Спустя полтора года, он возобновил боксерскую карьеру.
В 2010 году Мурата завоевал бронзовую медаль на открытом кубке Китая в Гуйяне, победив в четвертьфинале Одая аль-Хиндави и проиграв в полуфинале Хусану Байматову. На Кубке президента в Астане в том же году, он победил Левана Гуледани в предварительном раунде, но проиграл Данабеку Сужанову в четвертьфинале. В июле 2011 года он выиграл золото на 21-м Кубке президента в Джакарте, Индонезия.
На чемпионате мира 2011 года в Баку Мурата победил Леандро Санчеса 24-11 в 1/64 финала, двукратного чемпиона мира Аббоса Атоева в первом раунде, Мохамеда Саттарпура 22-11 во втором раунде. Победа над Штефаном Хэртелем 18-15 в третьем раунде позволила Мурате квалифицироваться на Олимпийские игры в Лондоне. После этого он победил Даррена О’Нила 18-9 в четвертьфинале и Эскиву Флорентино 24-11 в полуфинале. В финале Мурата проиграл Евгению Хитрову 22-24, завоевав серебряную медаль.

### Олимпиада 2012
На олимпийских играх 2012 года в Лондоне второй сеяный Мурата победил алжирца Абдельмалека Раху 21-12 в 1/8 финала, турка Адема Кылыччи 17-13 в четвертьфинале и узбека Аббоса Атоева 13-12 в полуфинале. В финале он оказался сильнее бразильца Эскивы Фалькао Флорентино 14-13 и завоевал для Японии первую за 48 лет золотую олимпийскую медаль в боксе.

## Профессиональная карьера
В августе 2013 года Мурата дебютировал на профессиональном ринге под эгидой известной американской промоутерской компании, Top Rank Promotions. Мурата нокаутировал во втором раунде опытного японского боксёра, Акио Сибату, и с первого же боя, поднялся в топы рейтингов второго среднего веса.

## Таблица профессиональных поединков
В таблице перечислены результаты всех поединков боксёров.
В каждой строке указан результат поединка. Дополнительно номер поединка обозначен цветом, который обозначает итог поединка. Расшифровка обозначений и цветов представлена в нижеследующей таблице.
| Пример | Расшифровка                     |
| ------ | ------------------------------- |
|        | Победа                          |
|        | Ничья                           |
|        | Поражение                       |
|        | Планируемый поединок            |
|        | Поединок признан несостоявшимся |
| КО     | Нокаут                          |
| ТКО    | Технический нокаут              |
| PTS    | Решение судей (по очкам)        |
| UD     | Единогласное решение судей      |
| MD     | Решение большинства судей       |
| SD     | Раздельное решение судей        |
| RTD    | Отказ от продолжения боя        |
| DQ     | Дисквалификация                 |
| NC     | Поединок признан несостоявшимся |

| 19 поединков, 16 побед (13 нокаутом), 3 поражения. | 19 поединков, 16 побед (13 нокаутом), 3 поражения. | 19 поединков, 16 побед (13 нокаутом), 3 поражения. | 19 поединков, 16 побед (13 нокаутом), 3 поражения.  | 19 поединков, 16 побед (13 нокаутом), 3 поражения. | 19 поединков, 16 побед (13 нокаутом), 3 поражения.                                                                               |
| Результат                                          | Дата                                               | Соперник                                           | Место боя                                           | Подробности                                        | Комментарии |
| -------------------------------------------------- | -------------------------------------------------- | -------------------------------------------------- | --------------------------------------------------- | -------------------------------------------------- | --- |
| 16-3                                               | 9 апреля 2022                                      | Геннадий Головкин (41-1-1)                         | Сайтама Супер Арена, Сайтама, Большой Токио, Япония | TKO 9 (12), 2:11                                   | Объединительный бой за титул чемпиона мира по версиям IBF (2-я защита Головкина) и WBA Super (2-я защита Мураты) в среднем весе. |
| 16-2                                               | 23 декабря 2019                                    | Стивен Батлер (28-1-1)                             | Иокогама                                            | TKO 5 (12), 2:45                                   | Защитил титул чемпиона мира по версии WBA (1-я защита Мураты) в среднем весе.                                                    |
| 15-2                                               | 12 июля 2019                                       | Роб Брант (2) (25-1)                               | EDION Arena Osaka, Осака, Япония                    | TKO 2 (12), 2:34                                   | Завоевал титул чемпиона мира по версии WBA (2-я защита Бранта) в среднем весе.                                                   |
| 14-2                                               | 20 октября 2018                                    | Роб Брант (23-1)                                   | Park Theater, Лас-Вегас, Невада, США                | UD (12)                                            | Утратил титул чемпиона мира по версии WBA (2-я защита Мурата) в среднем весе. Счёт судей: 110—118, 109—119, 109—119.             |
| 14-1                                               | 15 апреля 2018                                     | Эмануэле Бландамура (27-2)                         | Иокогама                                            | TKO 8 (12), 2:56                                   | Защитил титул чемпиона мира по версии WBA (1-я защита Мурата) в среднем весе.                                                    |
| 13-1                                               | 22 октября 2017                                    | Хассан Н’Дам Н’Жикам (2) (36-3)                    | Токио                                               | RTD 7 (12), 3:00                                   | Завоевал титул чемпиона мира по версии WBA в среднем весе.                                                                       |
| 12-1                                               | 20 мая 2017                                        | Хассан Н’Дам Н’Жикам (35-2)                        | Токио                                               | SD (12)                                            | Бой за вакантный титул WBA в среднем весе. Счёт судей: 117—110, 111—116, 112—115.                                                |
| 12-0                                               | 30 декабря 2016                                    | Бруно Сандоваль (19-1-1)                           | Токио                                               | KO 3 (10), 2:53                                    | |
| 11-0                                               | 23 июля 2016                                       | Джордж Тандуаниппа (34-2-3)                        | Лас-Вегас                                           | TKO 1 (10), 1:52                                   | |
| 10-0                                               | 14 мая 2016                                        | Фелипе Сантос Педросо (13-1)                       | Гонконг                                             | TKO 4 (10), 2:50                                   | |
| 9-0                                                | 30 января 2016                                     | Гастон Алехандро Вега (24-10-1)                    | Шанхай                                              | KO 2 (10), 2:23                                    | |
| 8-0                                                | 7 ноября 2015                                      | Гуннар Джексон (22-6-3)                            | Лас-Вегас                                           | UD 10                                              | Счёт судей: 99-91, 98-92, 97-93.                                                                                                 |
| 7-0                                                | 1 мая 2015                                         | Дуглас Дамиао Атайде (13-1-1)                      | Токио                                               | TKO 5 (10), 0:38                                   | |
| 6-0                                                | 30 декабря 2014                                    | Джесси Никлоу (24-4-3)                             | Токио                                               | UD 10                                              | Счёт судей: 100-91, 100-90, 100-90.                                                                                              |
| 5-0                                                | 5 сентября 2014                                    | Адриан Луна Флорес (17-2-1)                        | Токио                                               | UD 10                                              | Счёт судей: 100-90, 99-91, 98-92.                                                                                                |
| 4-0                                                | 22 мая 2014                                        | Хесус Анхель Нерио (12-3)                          | Киото                                               | KO 6 (10), 2:35                                    | |
| 3-0                                                | 22 февраля 2014                                    | Карлос Насименто (29-3)                            | Макао                                               | TKO 4 (8), 0:43                                    | |
| 2-0                                                | 6 декабря 2013                                     | Дейв Питерсон (13-1)                               | Токио                                               | TKO 8 (8), 1:20                                    | Дебют в среднем весе. |
| 1-0                                                | 25 августа 2013                                    | Акио Сибата (21-7-1)                               | Токио                                               | TKO 2 (6), 2:24                                    | Профессиональный дебют во втором среднем весе.                                                                                   |